# Маурицій Мохнацький
Маурицій Мохнацький (пол. Maurycy Mochnacki; 13 вересня 1803, с. Боянець, нині Шептицького району, Львівської області — 20 лютого 1834, м. Осер, Франція) — польський громадський і політичний публіцист, один з теоретиків польського романтизму, піаніст. Він був учасником і літописцем листопадового повстання, членом Спілки Вільних Поляків та Патріотичного клубу.

## Біографія
Народився 13 вересня 1803 року в с. Боянець (Королівство Галичини та Володимирії, Австрійська імперія, нині Шептицького району Львівської області, Україна). Виховання здобув у батьківському домі та коли був прийнятим на навчання, протягом кількох місяців навчався у варшавській вищій школі. Пізніше навчався на юридичному Факультеті Варшавського університету. За декілька днів до здачі магістерського іспиту, біля власної квартири, його спробував заарештувати поліціянт. Пізніше був заарештований та ув'язнений. За наказом В. Хєнця, йому було присуджено 40 діб громадських робіт у Бельведерському саду. За наказом Великого Князя Костянтина Павловича — рідного брата російського царя Олександра І, його виключили з університету та заборонили працевлаштовуватися у державних установах.
У 1823—1824 роках відбував ув'язнення у російській в'язниці за приналежність до асоціації Вільних Поляків (академічної спільноти Патріотичного Товариства). Під час ув'язнення у монастирі кармелітів під тиском російських слідчих видав меморіал, у змісті якого містилися заклики до утисків польської освіти у Царстві Польському, засуджувалися усі польські твори та закликав царську владу вжити репресивно-адміністративних заходів. У 1825—1829 роках був співредактором наукового журналу «Щоденник Варшавського повстання», але як пише М. Подчашиньский, що Мохнацький працював у редакції всього шість місяців, оскільки ще існувала заборона його працевлаштування в державних установах. Під загрозою повторного арешту йому було наказано працевлаштуватися до бюро цензури, але працював там не довго. У 1826—1830 роках він працював у редакції роки «Ізис Польска», спочатку перекладачем, а потім основним помічником видавця. Разом з Ксаверієм Броніковським заснував першу польську газету, у якій він був редактором з грудня 1827 року по грудень 1829 року, а потім «Польський кур'єр», для якого він писав щоденні статті, аж до початку листопадового повстання.
У рукописах розходився по країні журнал «Голос громадянина з землі забраної». Разом зі своїм братом Камілем, студентом кадетського корпусу, брав участь у всіх військових заходах польської молоді, організованих проти російської окупаційної влади. У січні 1829 року був учасником змови під керівництвом Петра Висоцького з метою вбивства російського імператора Миколи І. Після початку швидкоплинного листопадового повстання (кілька днів) створив революційну організацію, яка знаходилася в опозиції до міністра фінансів Францішека Ксаверія Друцького-Любецького. Як аргумент проти Мохнацького було використане «Писання кармелітів» та факти його праці у бюро цензури. На початку 1831 року він заснував новий, видаваний дуже короткий час, журнал «Нова Польща».
Під час повстання, він був одним з лідерів радикального табору, противником дій Адміністративної ради диктатури Йосипа Хлопіцького. Головнокомандувач національними збройними силами Міхалл Гедеон Радзивілл прислав Мохнацькому офіцерський патент, що той, як стрілець направляється до Першого піхотного полку, доведеного до Мауриція Петром Шембеком та бере участь у битві при Ольшинці Ґроховській. У цій битві був поранений. Після одужання, вже у чині офіцера воював під: Окунєвим, Ваверем, над Лівцем під Длугосьодлем та у битві під Остроленкою. У битві під Остроленкою був чотири рази поранений та вже під час залишення Варшави, не брав активної участі у бойових діях. Попав до табору диктатора Яна Круковського. У серпні та вересні, він писав статті для національного журналу.
Він був одним із засновників патріотичного товариства, після падіння диктатури його віце-президентом. Він був нагороджений орденом Віртуті Мілітарі.
Після поразки повстання був у вигнанні. Він відстоював ультрадемократичні погляди. Був найважливіший критиком та теоретиком раннього польського романтизму, лідером варшавської молоді. Створення для поляків власної літератури вважав за факт існування нації. Маурицій Мохнацький трактував Росію як до основного ворога Польщі. Він вважав, що, таким чином, поляки, незалежно від стану речей мають діяти проти неї.
Був головним публіцистом у «Щоденнику польської еміграції», який видавав Міхал Подчашинський. На сторінках цієї газети був опублікований літературний твір Мохнацького — «Про дух та джерела поезії в Польщі».
У 1830 році видав «Про польську літературу у дев'ятнадцятому столітті, у вигнанні після повстання польського народу».
У 1831 році російська влада засудила до повішання за участь у листопадовому повстанні та Мохнацький був вимушений емігрувати до Франції.
У 1832 році виступив з благодійним фортепіанним концертом перед громадою міста Мец. У 1834 році оселився в Осері. Був основним публіцистом у журналі «Щоденник польської еміграції». Того ж року у Парижі він опублікував працю «Повстання польського народу 1830—1831». Ще у дитинстві він навчався фортепіанному мистецтву та давно замислювався про те, що буде займатися виключно музикою. Він збирався надрукувати декілька власних музичних творів. Як музичний рецензент він визначався критикою у стилі, наповненому полемічним темпераментом. З Фредеріком Шопеном познайомився під час перебування композитора у Варшаві та завдяки музиці і зв'язкам з середовищем молодих варшавських літераторів (Ч. Вітвіцьким, Б. Залевським, Ч. Ґошиньским, Е. Одиньцем та Д. Маґнушевським). Молоді романтики збиралися у кав'ярні «Замкова щілина» на вул. Медовій у Варшаві. Ці зустрічі часто закінчувалися у будинках учасників зібрань, в ході яких присутні дискутували про мистецтво та політику, а також слухали гру на фортепіано Шопена та Мауриція Мохнацького. Контакти з середовищем варшавських літераторів сильно вплинули на формування загальних естетичних поглядів Шопена.
Також співпрацював з «Отелем Лямбер», який очолював Адам Єжи Чорторийський.
Маурицій Мохнацький помер від туберкульозу 20 грудня 1834 року та похований у французькому Осері.

## Праці
Автор низки публіцистичних праць та статей. Основною працею є «Повстання польського народу у 1830 та 1831 роках» пол. «Powstanie narodu polskiego w roku 1830 i 1831», видана у Франції у 1834 році з детальним описом подій того часу.
Як музичний критик цікавився, у першу чергу, творчістю композиторів Фридерика Шопена, Нікколо Паганіні, Марії Шимановської та інших.

## Вшанування пам'яті
- Мохнацький є героєм вірша Яна Лехоня, в якому описується його концерт 1832 року, який відбувся у французькому Меці.
- Документальний фільм «Творці нашої традиції — Романс з Вітчизною. Маурицій Мохнацький 1803—1834» режисера Я. Куб'яка.
- Погруддя Мауриція Мохнацького[3], роботи Веслава Вінклера, встановлено 2000 року у варшавському палацово-парковому комплексі «Королівські Лазеньки» (пол. Łazienki Królewskie)[4].